# Marstal Navigationsskole
Marstal Navigationsskole er en maritim navigationsskole i  Marstal på  Ærø. Skolen er en selvejende institution under Uddannelses- og Forskningsministeriet.
Skolens formål er at gennemføre undervisning inde for godkendte søfartsuddannelser i overensstemmelse med gældende lovgivning og regelsæt og tilbyder undervisning og kursusaktivitet der er underlagt til enhver tid gældende regler fra Søfartsstyrelsen.  Desuden udbyder skolen konsulent- og udviklingsvirksomhed inden for maritime og beslægtede områder. Der er mulighed for at læse videre på skolens øvrige navigatøruddannelser straks efter kystskippereksamen, eller efter man har sejlet med mindre erhvervsfartøjer et stykke tid.
Herudover tilbydes HF-søfart i samarbejde med HF & VUC Fyn Ærø. HF-søfart er en ungdomsuddannelse, der kombinerer den grundlæggende søfartsskole med en fuld HF-uddannelse.
Der er egen kantine hvor der dagligt er mulighed for at købe kaffe, vand morgenmad samt kolde og varme retter til frokost. Eleverne har mulighed for at bo et 2.mandsværelse sammen med en anden medstuderende på Skolehjemmet "4. maj" i Marstal. Enkelte vil også blive indkvarteret på et enkeltmandsværelse.